# 가모역 (니가타현)
가모역(일본어: 加茂駅)은 일본 니가타현 가모시에 있는, 동일본 여객철도의 철도역이다. 신에쓰 본선이 지나간다.
가모 시의 대표역으로, 특급 《호쿠에쓰》의 정차역이다.

## 역 구조
상대식 2면 2선 구조의 지상역이다. 양쪽 승강장은 지하통로로 이어져 있다.
역사는 동서 양쪽으로 건설되어 있다. 동쪽 역사에는 초록 창구, 자동발권기 및 맞이방, 매점, 화장실이 있으며, 의원(醫院)도 들어서 있다. 서쪽 역사는 원래 가모 역을 지나던 간바라 철도가 간바라 철도용 역사로 건설한 것이었으나, 간바라 철도 폐업 이후에는 자동개찰기가 도입되어 무인화되었다.
동일본 여객철도 직영역으로, 조조와 심야 시간대에는 역무원이 근무하지 않는다. 자동개찰기에서는 스이카 및 제휴 교통카드의 사용이 가능하다.

### 승강장
| 1 | ■ 신에쓰 본선 | 히가시산조 · 나가오카 방면 |
| 2 | ■ 신에쓰 본선 | 니쓰 · 니가타 방면         |

## 역세권 정보
- 국도 제403호선
- 가모시청사
- 가모 우체국

## 역사
- 1897년 11월 20일 - 호쿠에쓰 철도가 눗타리 역 ~ 이치노키도 역(지금의 히가시산조역)을 개통할 때 동시에 개업했다.
- 1907년 8월 1일 - 국유화에 따라 일본국유철도의 소속이 되었다.
- 1987년 4월 1일 - 민영화에 따라 동일본 여객철도의 소속이 되었다.
- 2006년 1월 21일 - 스이카의 사용이 개시되었다.

## 인접역
| 동일본 여객철도 신에쓰 본선 | 동일본 여객철도 신에쓰 본선            | 동일본 여객철도 신에쓰 본선 |
| --------------------------- | -------------------------------------- | --------------------------- |
| 히가시산조 나오에쓰 방면    | ■ 쾌속 《구비키노》, 《오하요 신에쓰》 | 니쓰 니가타 방면            |
| 야시로다 니가타 방면        | ■ 상행 쾌속 《라쿠라쿠 트레인 신에쓰》 | 히가시산조 나오에쓰 방면    |
| 호나이 나오에쓰 방면        | ■ 보통                                 | 하뉴다 니가타 방면          |